# Gordon Forbes
Gordon Forbes (Burgersdorp, 21 febbraio 1934 – Plettenberg Bay, 9 dicembre 2020) è stato un tennista sudafricano.

## Carriera
È stato attivo a cavallo tra gli anni 1950 e '60, ha formato per lungo tempo un team di successo con il connazionale Abe Segal. Ha raggiunto due finali sulla terra del Roland Garros, la prima nel 1955 nel doppio misto in coppia con Darlene Hard conclusa con un successo e la seconda nel doppio maschile insieme a Segal dove si sono arresi a Roy Emerson e Manuel Santana.
Sempre in coppia con Segal ha disputato i quarti di finale a Wimbledon 1959 e la semifinale di Wimbledon 1963, i due hanno fatto coppia anche con la squadra sudafricana di Coppa Davis ottenendo nove successi e due sconfitte, nel singolare invece ha vinto undici incontri su venti con la nazionale.
Terminata la carriera agonistica si è dedicato alla scrittura, il suo libro d'esordio A Handful of Summers è stato uno dei primi autobiografici di un tennista ed è considerato uno dei migliori libri in argomento tennistico.

## Finali del Grande Slam

### Doppio maschile

#### Finali perse (1)
| Anno | Torneo                    | Compagno  | Avversari in finale        | Risultato     |
| 1963 | Internazionali di Francia | Abe Segal | Roy Emerson Manuel Santana | 2–6, 4–6, 4–6 |

### Doppio misto

#### Vittorie (1)
| Anno | Torneo                    | Compagna     | Avversari in finale     | Risultato     |
| 1955 | Internazionali di Francia | Darlene Hard | Jenny Staley Luis Ayala | 5–7, 6–1, 6–2 |